# Ding Feng
Pour le tireur sportif, voir Ding Feng (tir sportif).
Ding Feng (190 - 271) fut un général vétéran des Wu. Reconnu comme un brave guerrier et un habile stratège, il vint joindre les rangs de Sun Quan en 203, peu après la mort de Sun Ce. Il fut d’abord sous la charge d’officiers tels que Gan Ning, Lu Xun et Pan Zhang et se démarqua par son courage dans plusieurs batailles.
Seule la rumeur le mentionne comme l'assassin de Zhang Liao puisque ce dernier est mort en réalité de maladie.

## Biographie
Un peu avant la bataille de la Falaise rouge (Chi'Bi), il fut envoyé avec Xu Sheng afin d’assassiner Zhuge Liang dans les Collines Protectrices du Sud. Toutefois, Zhuge Liang réussit à s’échapper.
Peu après, Ding Feng participa à la bataille de Chi'Bi à bord du navire maître de la flotte lancée contre Cao Cao.
Par après, il fut lieutenant sous Jiang Qin lors d’une offensive sur la ville de Nanjun où il réussit à piéger Niu Jin, mais ce dernier fut toutefois secouru et l’attaque s’avéra un échec.
Avec son acolyte Xu Sheng, il combattit ensuite Cao Ren et parvint, avec plusieurs autres, à faire fuir ce dernier vers le nord.
En l’an 219, il participa à la prise de Jiangling et combattit Guan Yu qui dut se réfugier dans la petite ville de Mai où il fut assiégé.
Il fit ensuite partie de la bataille de Yiling où avec Xu Sheng il fut assigné à la garde de Lu Xun et où il combattit en divers points, tuant notamment Fu Tong.
En l’an 224, lors de l’invasion des Wei par Guangling, Ding Feng fut envoyé au front pour supporter Sun Shao et infligea de lourdes pertes aux forces ennemies de Cao Pi.
Entretemps, Ding Feng fut promu Lieutenant-Général et plusieurs années plus tard, lors de l’ascension au trône de Sun Liang, il fut promu Marquis du District de la Capitale.
Peu après, en l’an 252, il conduisit les Wu à une impressionnante victoire lors de la bataille de Dongxing où il parvint par un temps très froid à écraser les forces de Hu Zun par une attaque éclair sur son camp. Il fut conséquemment nommé Marquis du Grand District de la Capitale.
Il fut plus tard nommé Marquis de Anfeng ainsi que Général de la Gauche, après avoir combattu vaillamment les forces des Wei assiégeant Shouchun. Pendant le règne de Sun Xiu, il planifia avec succès l’assassinat du Premier Ministre Sun Chen et gagna le titre de Général-en-Chef et de Garde du District de la Gauche et de la Droite.
Enfin, en l’an 263, afin de secourir les Shu il mobilisa des forces vers Shouchun mais ne put toutefois pas sauver le Royaume de la destruction.
C’est en l’an 271, alors Grand Ministre de Guerre et après avoir combattu les Jin, que Ding Feng s’éteignit.